# Kimiata
Kimiata (starogrško Kιμιατα, latinizirano: Kimiata) je bilo hribovsko mesto v starodavni anatolski pokrajini Paflagoniji, ki je dalo ima paflagonski pokrajini Kimiateni. Mesto je stalo ob vznožju gorovja Olgasis (danes Ilgaz Dağları). 
Kimiato so v preteklosti umeščali v bližino Kurmalarja v Anatoliji. Novejše študije so pokazale, da je Kimiata bolj verjetno stala v Asar Tepeju blizu vasi Deresamail blizu Eskipazarja.